# Pustegränd

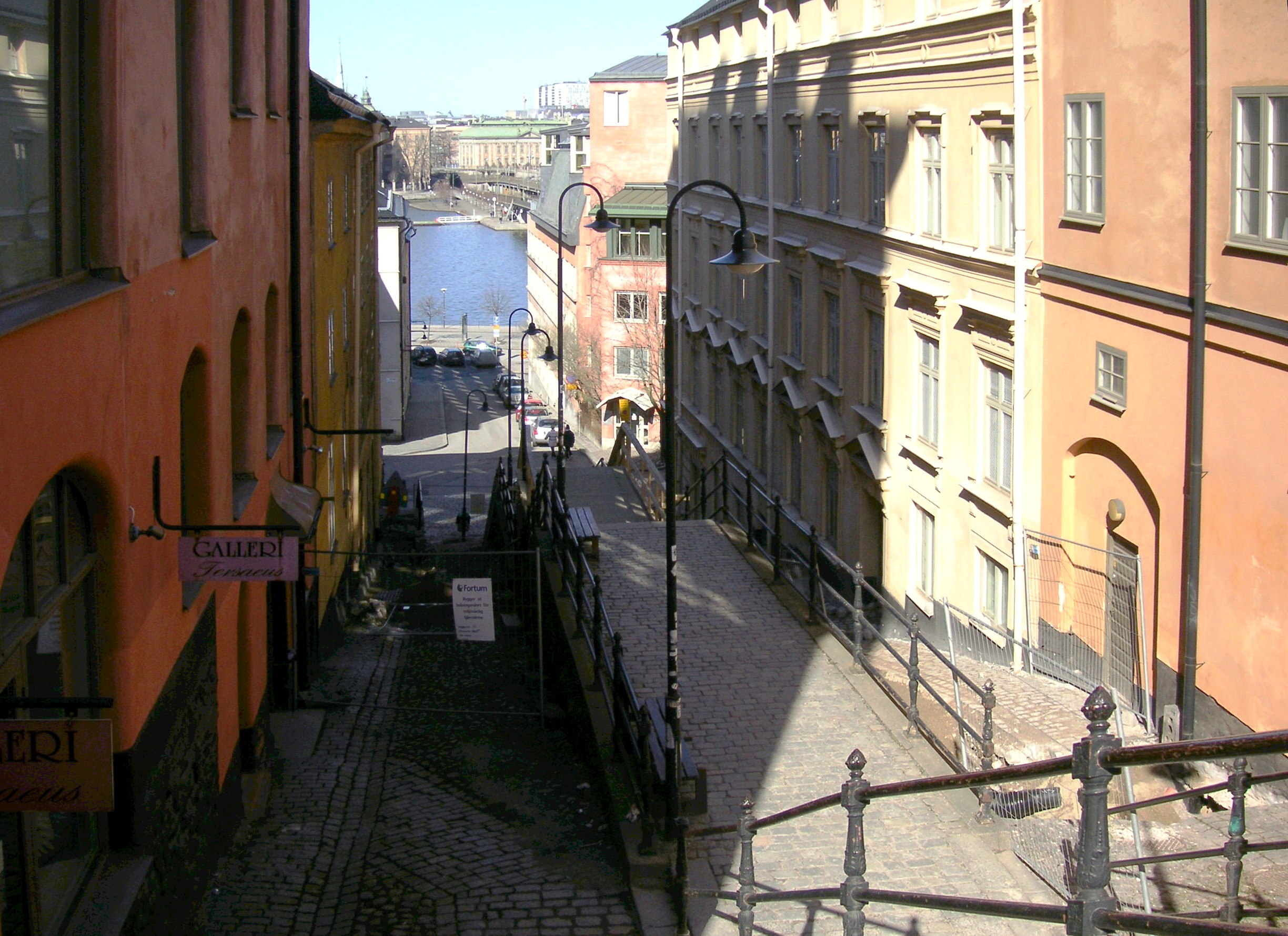
Pustegränd mot Riddarfjärden, 2008.

Pustegränd är en gränd på Södermalm i Stockholm. Pustegränd leder från Söder Mälarstrand upp till Hornsgatspuckeln vid Hornsgatan och är cirka 130 meter lång. Sista biten upp till Hornsgatspuckeln består av trappor.
Pustegränd fick sitt namn 1946, innan dess hette den Ragvaldsgatan eller Ragwalds Backe. Den äldsta kända beteckningen är Ragwaldzgatun från 1670. Sannolikt var det Ragvald Larsson, som 1635 var så kallad rotemästare för brandvakten i omgivningen, som gav namnet till gatan. Men redan 1679 förekom även namnet Pwste gränden och namnet är av samma karaktär som närbelägna Besvärsgatan och Besvärsbacken, båda tidigare namn på Brännkyrkagatan.
Efter 1800-talets mitt försvann dock namnet Pustegränd igen till förmån för Ragvaldsgatan som fortfarande finns kvar söder om S:t Paulsgatan. Trapporna som leder ner mot Riddarfjärden hette då Ragvaldstrappor eller Ragvaldstrapporna och nere vid vattnet fanns 1733 på Petrus Tillaeus karta en stor brygga rakt ut i fjärden. På 1800-talets början kallades detta område för Ragvalds bro och namnet var i bruk in på 1930-talet, trots att bryggan hade försvunnit för länge sedan.